# غريارسا
غريارسا (بالإنجليزية: Garyarsa)‏ هي منطقة سكنية تقع في الصين في أزمة التبت والصين.